# حادثة ملهى إيست لندن
وقعت حادثة ملهى إيست لندن في 26 يونيو 2022، حيث توفي ما لا يقل عن 21 شخصًا خلال احتفال في تافين إينيوبيني (بالإنجليزية: Enyobeni Tavern)، وهو ملهى ليلي في مدينة إيست لندن، كيب الشرقية، في جنوب إفريقيا. وأصيب أربعة أشخاص آخرين. وما زال التحقيق جاريًا لتحديد أسباب الوفاة.

## خلفية
ملهى تافين إينيوبيني هو مبنى من طابقين يقع في مدينة إيست لندن، كيب الشرقية وسط مساكن مكتظة بالسكان. قُدمت عدة شكاوى من السكان المحليين ضد الملهى بسبب العمل لساعات متأخرة والضوضاء الصادرة عنه. على الرغم من أن السن القانوني لشرب الخمر في جنوب إفريقيا هو ثمانية عشر عامًا، إلا أن الملهى يُقدم المشروبات الكحولية للقُصَّر.
قبل الحادث، لفت منشور ترويجي على فيسبوك لحفلة نهاية الأسبوع في الملهى انتباه وسائل الإعلام لأنه اختتم بكلمة «kuzofiwa»، والذي تُترجم تقريبًا إلى «سنموت».

## الحادث
أثناء الاحتفال بما يُسمى hlanjwa iphepha (والتي تعنى ضع الأقلام)، وهو تقليد في جنوب إفريقيا يحتفل بنهاية الامتحانات المدرسية، يُزعم أن تدافعًا وقع في الملهى في 26 يونيو 2022. تُظهر مقاطع الفيديو الخاصة بالمكان قبل الكارثة أنه كان مليئًا بالشباب، ويبدو أن العديد منهم كانوا دون السن القانونية.
قال أحد المسؤولين في الملهى لقناة الجزيرة إنه عندما أصبح المكان مكتظًا، أمر الأمن الناس بالمغادرة، ولكن دون جدوى. وذكر أن أحد حراس الأمن أغلق الأبواب ورش مادة كيميائية على الحشد، وأضاف إنهم لم يتمكنوا من التنفس وأنهم «اختنقوا لفترة طويلة و[كنا] ندفع بعضنا البعض ولكن لم يكن هناك فائدة لأن بعض الناس كانوا يموتون». وبحسب ما ورد كانت المادة «رائحتها مثل الغاز».
قال بروميس ماتينيز، مدير الترفيه في الملهى، إن لديهم نقصًا في القوى العاملة للتعامل مع حالات الاكتظاظ وأن بعض الزبائن حاولوا شق طريقهم بالقوة. شهد ماتينيز سقوط الناس بينما فشل الحراس في السيطرة على الحشد الكبير وذكر أنه اتصل بالمالك عند اكتشافه أن الناس قد ماتوا.
وروى شاب آخر يبلغ من العمر 17 عامًا: «طُلب منا ارتداء الأسود والأبيض. كانت حفلة عيد ميلاد دي جي. بينما كنا نجلس في الداخل حوالي الساعة 12:00 صباحًا، قام أحدهم برش رذاذ الفلفل ومضى. لم نرى رش رذاذ الفلفل ولكن قيل لنا إنه المالك وأراد منا المغادرة. غادرنا وذهبنا إلى مكان آخر. عندما عدنا مرة أخرى، كان الباب مغلقًا ولم يسمح لنا الحارس بالدخول لأنها كانت ممتلأة بالفعل بالداخل.» قالت شاهدة عيان تبلغ من العمر 19 عامًا لـ وكالة فرانس برس:« حاولنا التحرك وسط الحشد ، وصرخنا "من فضلك دعنا نمر" ، وآخرين كانوا يصيحون "نحن نموت يا رفاق" و"نحن نختنق" و"هناك أناس لا يستطيعون التنفس». ثم أغمي عليها، واصفةً أنه «كانت هناك رائحة نفاذة لنوع من الرذاذ في الهواء. اعتقدنا أنه رذاذ الفلفل.»
في الرابعة صباحًا، أفاد شاهد بحدوث عدة وفيات في الملهى. عُثر على 17 ضحية على الأرض وعلى الكراسي والطاولات، لكن لم تظهر عليهم علامات إصابة واضحة. توفي ضحيتان في عيادة محلية، وتوفي ضحيتان آخران أثناء نقلهما إلى المستشفى.

## الإصابات
توفي في الكارثة تسع فتيات واثنا عشر صبيا تتراوح أعمارهم بين 13 و17 عاما. بعد استدعاء خدمات الطوارئ، نُقل أربعة أشخاص إلى المستشفى، لكن سبب الوفيات والإصابات غير واضح ولا يزال قيد التحقيق. طُلب من الآباء تحديد هوية أطفالهم في مشرحة. قال وزير الشرطة سيلي وهو يبكي، "إنها كارثة. واحد وعشرون منهم. كثير جدا.
وحتى 27 يونيو، جرى إدخال أربعة أشخاص إلى المستشفى في حالة حرجة، وعولج ناجون آخرون من آلام في الظهر وضيق التنفس والقيء والصداع. وحث المسؤولون آباء الناجين على نقلهم إلى المستشفى لإجراء فحص طبي.

## التحقيق
في أعقاب الحادث مباشرة، فُتح تحقيق في الأسباب المحتملة لوفاة الضحايا في الحادث. وأُخذت عينات من جثث الضحايا إلى معامل السموم في كيب تاون لتحليلها. أصدرت دائرة شرطة جنوب إفريقيا بيانًا بشأن الحادث وذكرت أنها ستخصص «أقصى قدر من الموارد» للتحقيق، وقالت أيضًا إنه لا ينبغي للجمهور التكهن بشأن سبب الوفاة.
وقال ضابط سلامة إقليمي إنه نظرا لعدم وجود «جروح واضحة»، فمن المحتمل ألا يكون سبب الوفاة هو التدافع. وذهب أوناثي بينكوس، المتحدث باسم إدارة السلامة المجتمعية في مقاطعة كيب الشرقية، إلى القول إنهم يستبعدون التدافع تماما وأن السبب الأكثر احتمالا للوفاة كان مرتبطا بالسموم. وأشار بينكوس من لقطات الدوائر التلفزيونية المغلقة تظهر الشيشة في الملهى.
قال مجلس الخمور في كيب الشرقية إنه سيوجه اتهامات جنائية لمالك الملهى، وسيلغي ترخيص الخمور له. وصرح الرئيس التنفيذي لمجلس الإدارة أن المالك انتهك بشكل صارخ قانون الخمور من خلال تقديم الكحول للقُصَّر.

## ردود الفعل
قدم رئيس جنوب إفريقيا، سيريل رامافوزا، تعازيه في ضحايا الكارثة.
واعتذر صاحب الملهى، سياخانجيلا نجيفو، الذي لم يكن حاضرًا وقت الحادثة، ودعا إلى الهدوء. وذكر نجيفو أنه «يتعاطف مع الأشخاص الذين فقدوا أحباءهم» وأنه «لم يكن في نيتي أن يحدث هذا». وذكر نجيفو أيضًا أنه تلقى مكالمات من الأمن في حوالي الساعة 1 صباحًا لإبلاغه بأشخاص يحاولون شق طريقهم عبر بوابة خارج الملهى.